# 帳合取引
帳合取引（ちょうあいとりひき）とは、江戸時代に広く行われた先物取引のことである。帳合商などと呼ばれ、取引対象物によって帳合米、帳合金などとも呼ばれた。

## 概要
江戸時代の米取引には先物取引があり、当時は、帳合米取引（ちょうあいまいとりひき）、空米取引（からまいとりひき）と呼ばれた。また、それによって形成される相場を帳合相場（ちょうあいそうば）、空米相場（からまいそうば）と呼んだ。
帳合取引は主に帳合米商によって行われた。この取引は「建物米」と呼ばれる架空に設定された米による取引である。帳合取引はその日の現物取引（ただし、実際には現物との引換期日の定まった米切手による）である正米取引に先だって行われ、その当日の正米取引も帳合取引の相場を参考にして形成されていったため、帳合取引の相場は米価の先行指標としての役目を果たすとともに、米価の平準化をもたらした。更に正米取引と帳合取引を同時に反対の作用の取引を行うことによって米価変動に伴う損失を抑えることが出来るため、正米取引に対する一種の保険作用（掛けつなぎ取引、リスクヘッジ）の役割も有した。
こうした帳合取引は18世紀の初めまで江戸幕府によって不当な取引として禁じられていたが、享保15年（1730年）に帳合取引が大坂の堂島米会所に限って認められた。その後、幕府の規制にもかかわらず、大坂以外の米が集積される日本各地の諸都市（例、江戸）でも、米の帳合取引が行わるようになった。